# Roeselia pictalis
Roeselia pictalis är en fjärilsart som beskrevs av De Toulgoët 1982. Roeselia pictalis ingår i släktet Roeselia och familjen trågspinnare. Inga underarter finns listade.